# 58. Tony-gála
Az 58. Tony-gála a 2003/2004-es szezon legjobb Broadway színházi alakításait értékelte. A díjátadót 2004. június 6-án tartották a New York-i Radio City Music Hallban, a műsor házigazdája Hugh Jackman volt. A ceremóniát a CBS televízióadó közvetítette élőben.

## Győztesek és jelöltek
A nyertesek félkövérrel jelölve.
| Legjobb színdarab | Legjobb musical |
| --- | --- |
| - A magam asszonya vagyok – Doug Wright - Anna in the Tropics – Nilo Cruz - Frozen – Bryony Lavery - Visszavonulás – William Nicholson | - A mi utcánk - The Boy from Oz - Caroline, or Change - Wicked |
| Legjobb színdarab újra a színpadon | Legjobb musical újra a színpadon |
| - IV. Henrik, 1. és 2. rész - Jumpers - Lear király - A napfény nem eladó | - Orgyilkosok - Big River - Hegedűs a háztetőn - A csodák városa |
| Legjobb férfi főszereplő színdarabban | Legjobb női főszereplő színdarabban |
| - Jefferson Mays – A magam asszonya vagyok (Charlotte von Mahlsdorf) - Kevin Kline – IV. Henrik, 1. és 2. rész (Sir John Falstaff) - Simon Russell Beale – Jumpers (George) - Christopher Plummer – Lear király (Lear király) - Frank Langella – Meccs (Tobi) | - Phylicia Rashad – A napfény nem eladó (Lena Younger) - Swoosie Kurtz – Frozen (Nancy) - Tovah Feldshuh – Golda's Balcony (Golda Meir) - Eileen Atkins – Visszavonulás (Alice) - Anne Heche – Huszadik század (Lily Garland/Mildred Plotka)                              |
| Legjobb férfi főszereplő musicalben | Legjobb női főszereplő musicalben |
| - Hugh Jackman – The Boy from Oz (Peter Allen) - John Tartaglia – A mi utcánk (Princeton/Rod) - Alfred Molina – Hegedűs a háztetőn (Tevye) - Hunter Foster – Rémségek kicsiny boltja (Seymour Krelborn) - Euan Morton – Taboo (George)                        | - Idina Menzel – Wicked (Elphaba) - Stephanie D'Abruzzo – A mi utcánk (Kate Monster/Lucy) - Tonya Pinkins – Caroline, or Change (Caroline Thibodeaux) - Kristin Chenoweth – Wicked (Glinda) - Donna Murphy – A csodák városa (Ruth Sherwood)                              |
| Legjobb férfi mellékszereplő színdarabban | Legjobb női mellékszereplő színdarabban |
| - Brían F. O'Byrne – Frozen (Ralph) - Aidan Gillen – A gondnok (Mick) - Ben Chaplin – Visszavonulás (Jamie) - Omar Metwally – Sixteen Wounded (Mahmoud) - Tom Aldredge – Huszadik század (Matthew Clark)                                                      | - Audra McDonald – A napfény nem eladó (Ruth Younger) - Daphne Rubin-Vega – Anna in the Tropics (Conchita) - Margo Martindale – Macska a forró bádogtetőn (Big Mama) - Essie Davis – Jumpers (Dotty) - Sanaa Lathan – A napfény nem eladó (Beneatha Younger)              |
| Legjobb férfi mellékszereplő musicalben | Legjobb női mellékszereplő musicalben |
| - Michael Cerveris – Orgyilkosok (John Wilkes Booth) - Denis O'Hare – Orgyilkosok (Charles Guiteau) - Michael McElroy – Big River (Jim) - John Cariani – Hegedűs a háztetőn (Mótel, szabó) - Raul Esparza – Taboo (Philip Salon)                              | - Anika Noni Rose – Caroline, or Change (Emmie Thibodeaux) - Beth Fowler – The Boy from Oz (Marion Woolnough) - Isabel Keating – The Boy from Oz (Judy Garland) - Karen Ziemba – Never Gonna Dance (Mabel Pritt) - Jennifer Westfeldt – A csodák városa (Eileen Sherwood) |
| Legjobb szövegkönyv musicalben | Legjobb eredeti zene |
| - Jeff Whitty – A mi utcánk - Martin Sherman, Nick Enright – The Boy from Oz - Tony Kushner – Caroline, or Change - Winnie Holzman – Wicked | - A mi utcánk – Robert Lopez, Jeff Marx (zene és dalszöveg) - Caroline, or Change – Jeanine Tesori (zene), Tony Kushner (dalszöveg) - Taboo – Boy George (zene és dalszöveg) - Wicked – Stephen Schwartz (zene és dalszöveg)                                              |
| Legjobb díszlettervezés | Legjobb jelmeztervezés |
| - Eugene Lee – Wicked - Robert Brill – Orgyilkosok - Tom Pye – Hegedűs a háztetőn - Ralph Funicello – IV. Henrik, 1. és 2. rész | - Susan Hilferty – Wicked - Mark Thompson – Bombay Dreams - Jess Goldstein – IV. Henrik, 1. és 2. rész - Mike Nicholls, Bobby Pearce – Taboo |
| Legjobb látványtervezés | Legjobb zenekar |
| - Jules Fisher, Peggy Eisenhauer – Orgyilkosok - Brian MacDevitt – Hegedűs a háztetőn - Brian MacDevitt – IV. Henrik, 1. és 2. rész - Kenneth Posner – Wicked                                                                                                 | - Michael Starobin – Orgyilkosok - Paul Bogaev – Bombay Dreams - Larry Hochman – Hegedűs a háztetőn - William David Brohn – Wicked |
| Legjobb színdarabrendező | Legjobb musicalrendező |
| - Jack O'Brien – IV. Henrik, 1. és 2. rész - Doug Hughes – Frozen - Moises Kaufman – A magam asszonya vagyok - David Leveaux – Jumpers | - Joe Mantello – Orgyilkosok - Jason Moore – A mi utcánk - George C. Wolfe – Caroline, or Change - Kathleen Marshall – A csodák városa |
| Legjobb koreográfia | |
| - Kathleen Marshall – A csodák városa - Anthony Van Laast, Farah Khan – Bombay Dreams - Jerry Mitchell – Never Gonna Dance - Wayne Cilento – Wicked | |

### Különdíjak
- A legjobb körzeti színház: Cincinnati Playhouse in the Park
- Színházi életműdíj: James M. Nederlander
- Tiszteletbeli Tony-díj kiválló színházi teljesítményért: a Big River című musical stábja; Nancy Coyne; Frances Edelstein; Harry Edelstein; Vincent Sardi, Jr.; Martha Swope

## Előadott számok
- A mi utcánk ("It Sucks to Be Me")
- The Boy from Oz ("Not the Boy Next Door" — Hugh Jackman, Sarah Jessica Parker)
- Caroline, or Change ("Lot's Wife" — Tonya Pinkins)
- Wicked ("Defying Gravity" — Idina Menzel, Kristin Chenoweth)
- Orgyilkosok ("Everybody's Got the Right")
- Hegedűs a háztetőn ("Tradition"/"Bottle Dance" — Alfred Molina)
- A csodák városa ("Swing!" — Donna Murphy)[2] Tony Bennett performed "Lullaby of Broadway" and Mary J. Blige sang "What I Did for Love" from the Tony Awards Songbook.[3]

## Műsorvezetők
A gálán az alábbi műsorvezetők működtek közre:
- Carol Channing
- Sean Combs
- Taye Diggs
- Edie Falco
- Jimmy Fallon
- Harvey Fierstein
- Victor Garber
- Joel Grey
- Ethan Hawke
- Anne Heche
- Billy Joel
- Scarlett Johansson
- Nicole Kidman
- Jane Krakowski
- Peter Krause
- Swoosie Kurtz
- LL Cool J
- Nathan Lane
- Laura Linney
- John Lithgow
- Rob Marshall
- Anne Meara
- Brian Stokes Mitchell
- Helen Mirren
- Sarah Jessica Parker
- Anna Paquin
- Bernadette Peters
- Phylicia Rashad
- Chita Rivera
- John Rubenstein
- Carole Bayer Sager
- Martin Short
- Patrick Stewart
- Jerry Stiller
- Sigourney Weaver
- Marissa Jaret Winokur
- Renée Zellweger

## Fordítás
- Ez a szócikk részben vagy egészben  a(z)   58th Tony Awards című angol Wikipédia-szócikk fordításán alapul.  Az eredeti cikk szerkesztőit annak laptörténete sorolja fel. Ez a jelzés csupán a megfogalmazás eredetét és a szerzői jogokat jelzi, nem szolgál a cikkben szereplő információk forrásmegjelöléseként.